# アラン・ユースタス
ロバート・アラン・ユースタス（Robert Alan Eustace、1957年 - ）は、2015年までGoogleでエンジニアリング担当上級副社長を務めたアメリカの計算機科学者である。2014年10月24日、彼は最高高度の自由落下ジャンプで世界記録を打ち立てた。

## バックグラウンド
マーティン・マリエッタに務めるエンジニアの息子であるユースタスは、フロリダ州パインヒルズで育った。当時はオーランドの労働者階級の郊外で、マーティン・マリエッタ・コーポレーションの従業員のために小さな牧場の家が建てられていた。
教育
1974年にメイナードエバンス高校を卒業した後、彼はバレンシア大学から討論奨学金を受け取り、1年間通った後、フロリダ工科大学（現在はセントラルフロリダ大学と改称）に転入し、機械工学を専攻した。
大学生の頃、ユースタスはファンタジーランドでポップコーンやアイスクリームを売ったり、ウォルト・ディズニー・ワールドのモノレールで働いたりするアルバイトをしていた。しかし、計算機科学の授業を受けたことをきっかけに専攻を変え、1984年に博士号を取得するなど、この分野で3つの学位を取得することになった。

## キャリア
卒業後、ユースタスはシリコンバレーのスタートアップであるSilicon Solutionsで短期間働いた後、DEC、Compaq、HPのWestern Research Laboratoryに入社し、ポケットコンピューティング、チップマルチプロセッサー、電源・エネルギー管理、インターネットパフォーマンス、周波数・電圧スケーリングなどの研究に15年間従事した。 1990年代半ばには、Amitabh Srivastavaと共同でATOMを開発した。ATOMは、さまざまなプログラム解析ツールやコンピュータ・アーキテクチャ解析ツールの基礎となる、バイナリコードの計測システムである。これらのツールは、Alpha 21164、Alpha 21264、Alpha 21364のチップ設計に多大な影響を与えた。
ユースタスは1999年に研究所の責任者に任命されたが、3年後に当時4年目のスタートアップであったGoogleに入社した。Googleでは、2015年3月27日にGoogleを退職するまで、エンジニアリング担当上級副社長を務めた。
彼のプロとしてのキャリアの過程で、ユースタスは9つの出版物を共同執筆し、10の特許の共同発明者として知られている。

## 成層圏ジャンプ

比較：アラン・ユースタスらのジャンプ高度と大気の温度・圧力

2011年、ユースタスは成層圏ジャンプを追求することを決定し、バイオスフィア2創設メンバーの1人であるテイバー・マッカラムと会い、プロジェクトの準備を開始した。次の3年間で、パラゴン・スペース・デベロップメントの技術チームは、彼のパラシュートと生命維持システムのコンポーネントの多くを設計および再設計した。パラゴンのチームは、StratExという名前のStratosphericExplorerミッションコードのシステムを統合した。

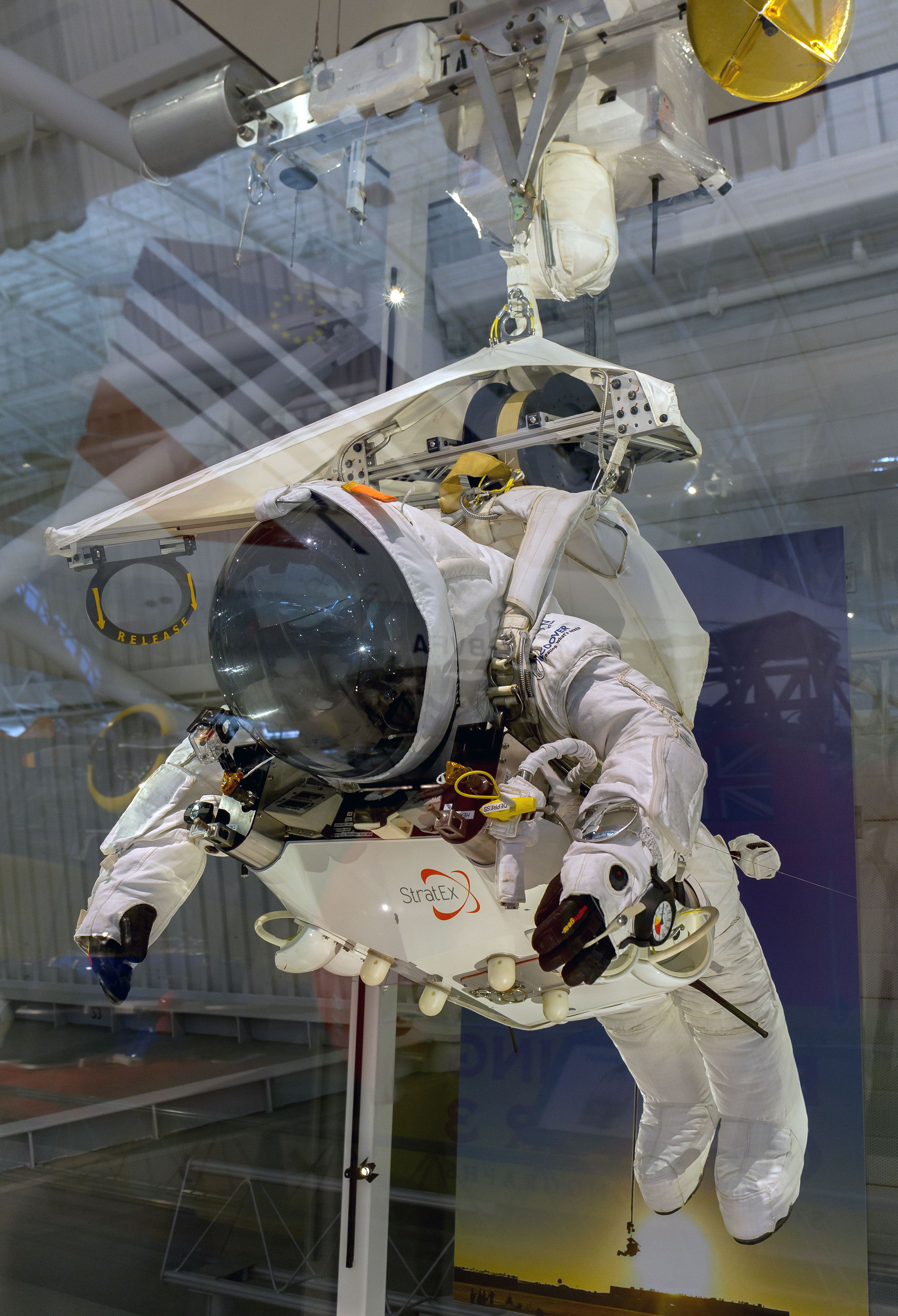
Udvar-Hazy Centerに展示されているユータスのスーツ。

2014年10月24日、ユースタスは成層圏からジャンプし、フェリックス・バウムガルトナーの2012年の世界記録を破った。彼のジャンプの出発点は、ニューメキシコ州ロズウェルの放棄された滑走路からだった。そこで彼は、その朝早くにガス気球を動力源とする上昇を開始した。最高高度は135,908フィート（41.425km、25.7402マイル）と報告されていたが、世界航空スポーツ連盟に提出された最終的な数値は135,889.108フィート（41.419000km、25.7365735マイル）であった。気球は、インドのハイデラバードにあるタタ基礎研究所の気球施設で製造されたものである。気球の下には、バウムガートナーが使用したようなカプセルはなく、圧力服を着たユースタスは気球の下に繋がれていた。ユースタスは爆発物を使ってヘリウム気球から離れ、落下を開始した。
4分27秒かけて約38kmの距離を降下中、最高時速822マイル（1,323km/h）に達した。フリーフォールジャンプの最高記録とフリーフォールの総距離123,414フィート（37,617m）の世界新記録を樹立し、高度約一万フィートでパラシュートを開いた。ただし、ユースタス・ジャンプにはドローグ・パラシュートが使用されており、バウムガートナーのジャンプには使用されていなかったため、2人の垂直速度と自由落下距離の記録は異なるカテゴリーに属している。
バウムガルトナーとは異なり、双発機のジェットパイロットであるユースタスは、ジャンプする前は大胆不敵な人として広くは知られていなかった。
ユースタスの世界記録の急上昇は、国立航空宇宙博物館による中学生向けのテレビ番組である30年のSTEMの2つのエピソードで取り上げられた。

## 参照
- スペースダイビング
- エフゲニーアンドレイエフ
- フェリックス・バウムガルトナー
- チャールズ "ニッシュ"ブルース
- ミシェル・フルニエ
- ジョセフ・キッティンジャー
- ニック・ピアンタニダ
- シェリル・スターンズ
- スティーブ・トルグリア
- オラフ・ジプサー
- ヴィクター・プラザー